# Piotr Ivanovici Bartenev
Piotr Ivanovici Bartenev (n. 1/13 octombrie 1829, satul Korolevshchina , provincia Tambov - d. 22 octombrie 1912, Moscova) a fost un bibliograf și arhivist rus.
Piotr Bartenev a absolvit Universitatea din Moscova în anul 1851. El a fost slavofil și a fondat arhiva revistelor istorice Russkii în anul 1863. A publicat un număr mare de documente istorice și literare de arhivă  din secolul al XVIII-lea și al XIX-lea, cea mai mare parte din arhiva personală și de familie. Arhiva a inclus printre altele:
- Documente din secolul al XVIII-lea (1 - 4, arhivate în perioada 1868 - 1869);
- Documente din secolul al XIX-lea (1 - 2, arhivate în anul 1872);
- Arhiva Prințului Voronțov (1 - 40, arhivate în 1870 - 1895);
- Scrisori adunate de Țarul Aleksei Mikhailovici (1856);
- Note de Gavrila Derjavin (1860).

În perioada 1859 - 1873, Piotr Bartenev a fost directorul Bibliotecii Certkov din Moscova unde a editat un catalog al carților și documemtelor sale. Bertnev a creat Indexul bibliografic de lucru al publicațiilor periodice ale Societății de Istorie și Antichitate Ruse, afiliată Universității Imperiale din Moscova, precum și despre articole referitoare la Aleksandr Pușkin.